# غونتر بهنكي
غونتر بهنكي (بالألمانية: Gunther Behnke)‏ هو لاعب كرة سلة ألماني سابق.

## روابط خارجية
- غونتر بهنكي على موقع الاتحاد الدولي لكرة السلة (الإنجليزية)
- غونتر بهنكي على موقع سبورتس رفرنس (الإنجليزية)
- غونتر بهنكي على موقع كرة السلة الأوروبية.كوم (الإنجليزية)
- غونتر بهنكي على موقع ريلجم (الإنجليزية)
- غونتر بهنكي على موقع بروبوليرز (الإنجليزية)
- غونتر بهنكي على موقع سبورتس رفرنس (الإنجليزية)
- غونتر بهنكي على موقع أوليمبيديا (الإنجليزية)